# Gail Marquis
Gail Marquis, née le 18 novembre 1954 à New York, est une ancienne joueuse américaine de basket-ball. Elle évolue au poste d'ailière.

## Palmarès
- Finaliste des Jeux olympiques 1976